# Snowdon (metrostation)

De perronindeling in Snowdon

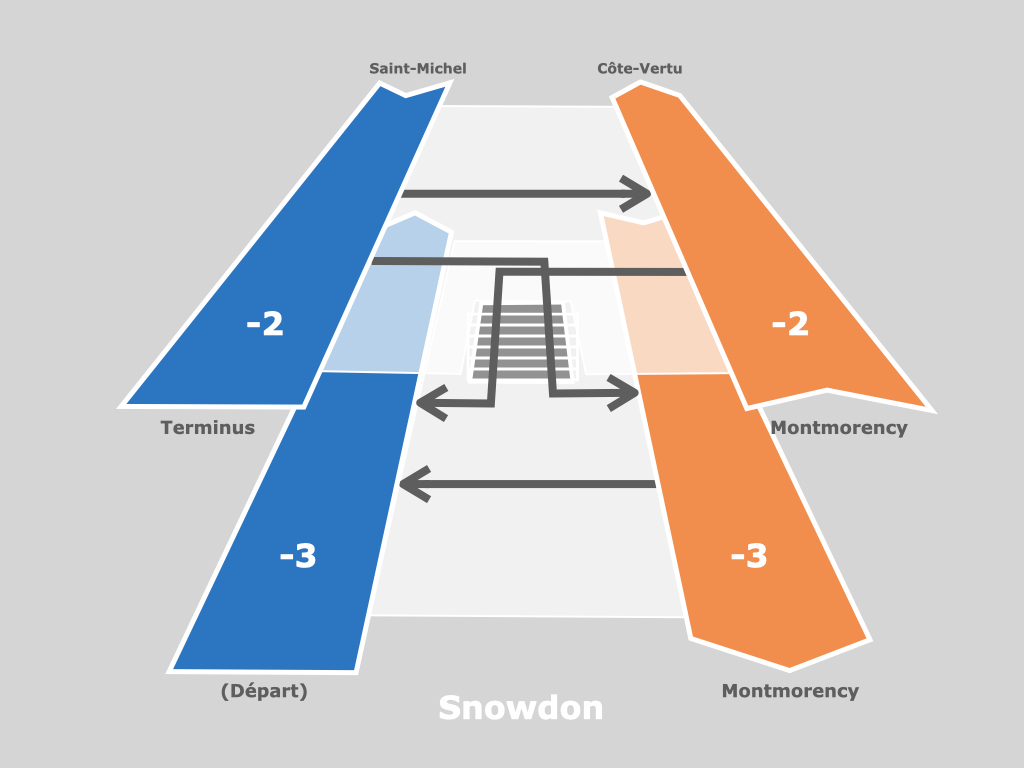
Door het niet verlengen van de blauwe lijn in westelijke richting zijn er in het station Snowdon minder horizontale overstapbewegingen dan in het gelijkaardige, maar wel volledige station Lionel-Groulx. De niet-horizontale overstapbewegingen zijn echter allemaal dalend.

Snowdon is een metrostation in het arrondissement Côte-des-Neiges–Notre-Dame-de-Grâce van de Canadese stad Montréal, in de provincie Québec. Het station wordt bediend door de oranje lijn en de blauwe lijn van de metro van Montréal. Het werd geopend op 7 september 1981 voor de oranje lijn, en op 4 januari 1988 voor de blauwe lijn. Net als eerder bij Lionel-Groulx werden ook hier de perrons per lijn boven elkaar gelegd (blauw boven blauw, en oranje boven oranje), om op die manier een overstap naar de andere lijn op hetzelfde perron mogelijk te maken. Omdat de blauwe lijn enkel naar het oosten werd gerealiseerd, en het station Snowdon de facto een eindstation is geworden (een verdere uitbreiding van de blauwe lijn naar het westen werd nooit uitgevoerd, en is evenmin gepland), werkt dit ideale overstapschema echter slechts deels. De metro's in oostelijke richting vertrekken van het onderste perron, de metro's voor de westelijke richting op de oranje lijn vertrekken van het bovenste perron, waar ook een spoorbak ligt voor de nooit uitgevoerde verlenging van de blauwe lijn naar het westen.
In 2019 betraden 4.510.487 reizigers het station, een aantal waarin de uitstappende en overstappende reizigers niet worden meegerekend.   
De naam van het station verwijst naar rue Snowdon, die op haar beurt naar de hoeve en de gronden van een zekere J. Snowdon is genoemd.
Het station is ontworpen door architect Jean-Louis Beaulieu (°1943), die als werknemer verbonden was aan het Bureau de Transport Métropolitain (BTM), waar hij ook (voordien) het metrostation Angrignon en (nadien) een atelier voor groot onderhoud van metrostellen aan de boulevard Saint-Laurent heeft ontworpen. Het concept van de parallelle sporen met boven elkaar liggende perrons is, net als voor het station Lionel-Groulx, van de hand van de Franse ingenieur Jacques Gaston, die samen met zijn collega Georges Derou van de Régie Autonome des Transports Parisiens (RATP) het ontwerp- en bouwproces van de metro van Montréal heeft begeleid.
Het station bevat meerdere kunstwerken. De architect Jean-Louis Beaulieu ontwierp een aantal sculpturaal uitgewerkte hekwerken, en kunstschilder Claude Guité (°1943) realiseerde vier muurschilderingen van elk 152 m op 2,40 m, die over de volledige lengte van de perrons langs de sporen zijn uitgevoerd. Deze vier seizoenen (winter voor Côte-Vertu; lente voor Montmorency; zomer voor Saint-Michel; en herfst voor het enkel als terminus gebruikte perron) waren aanvankelijk op 500 asbestpanelen geschilderd, maar werden, ondanks de aanwezigheid van de sporen, al snel zwaar beschadigd met graffiti. Herstellen bleek zeer moeilijk, en pas van 2004 tot 2010 kon de kunstenaar ze opnieuw uitvoeren, waarbij ze met glas werden beschermd.
Tussen 2013 en 2016 werden liften geplaatst.